# Бельково (Печорский район)
Бельково — деревня в Печорском районе Псковской области России. Входит в состав сельского поселения «Изборская волость».
Расположена в 26 км к юго-востоку от города Печоры и в 4 км к югу от Изборска.

## Население
Численность населения деревни на 2000 год составляет 14 человек, на 2011 год — 17 человек.
| 2001 | 2002 | 2010 |
| ---- | ---- | ---- |
| 14   | ↗18  | ↘9   |